# La Purísima, Jalisco
La Purísima är en ort i Mexiko.   Den ligger i kommunen Tecalitlán och delstaten Jalisco, i den södra delen av landet, 400 km väster om huvudstaden Mexico City. La Purísima ligger 1 108 meter över havet och antalet invånare är 582.
Terrängen runt La Purísima är huvudsakligen kuperad, men den allra närmaste omgivningen är platt. Runt La Purísima är det ganska glesbefolkat, med 24 invånare per kvadratkilometer. Närmaste större samhälle är Tecalitlan, 3,2 km sydost om La Purísima. I omgivningarna runt La Purísima växer huvudsakligen savannskog.